# Carmen (pigenavn)
 For alternative betydninger, se Carmen. (Se også artikler, som begynder med Carmen)
Carmen er et spansk pigenavn, der også bruges på mange andre sprog.
Navnet har katolsk baggrund. Det hentyder til Jomfru Maria, således som hun påkaldes som "Vor Frue af Karmelbjerget". Sammenlign navne som Maria Annunciata, Maria Assunta, osv. hvor "Maria" ofte underforstås.
Navnet er forholdsvist sjældent i Danmark, idet kun 317 personer bærer navnet. Der er dog de seneste 10 år sket en forholdsvis kraftig stigning i antallet af personer med navnet.

## Kendte kvinder med navnet Carmen
- Carmen Amariei, rumænsk håndboldtræner og tidligere håndboldspiller.
- Carmen Amaya, flamencodanserinde og -sangerinde
- Carmen Electra, amerikansk sanger, model og skuespiller.
- Marie Carmen Koppel, dansk sanger
- Carmen Martín, spansk håndboldspiller

## Anvendelse af Carmen i kunsten
- Carmen er en opera af Georges Bizet